# 时传祥
时传祥（1915年9月20日—1975年5月19日）是中国一名劳动模范。

## 生平事迹
时传祥出生于山东省齐河县赵官镇大胡庄的一个贫苦农民家庭，幼年丧父，15岁时逃荒来到北京，成为一名掏粪工。中华人民共和国成立后，时传祥于1952年加入了北京市崇文区清洁队。他提出了“工作无贵贱，行业无尊卑；宁愿一人脏，换来万人净”的口号，以“搞好环境卫生，美化人民首都”。1956年时传祥加入中国共产党，1958年当选为北京市政协委员。1959年被选为全国劳动模范，同年时传祥作为全国先进生产者参加了在北京召开的全国“群英会”，10月26日，当时的国家主席刘少奇在人民大会堂湖南厅与他握手并对他说：“你掏大粪是人民勤务员，我当主席也是人民勤务员，这只是革命分工不同。”次日《人民日报》刊登了刘少奇与时传祥的合影，崇文区环卫三队专门成立了“时传祥班”。1963年，时任北京市副市长的万里和崔月犁到“时传祥班”参加劳动，万里还自称是时传祥的“第一大弟子”。1964年，时传祥被选为第三届全国人大代表。1966年的国庆观礼上，时传祥作为北京市观礼团副团长受到毛泽东的接见，周恩来还在招待宴会上为其敬酒。文化大革命期间，因为1959年与刘少奇的那次握手，时传祥受到牵连，成了“工贼”、“粪霸”，被各处揪鬥。1971年被遣送回原籍山东齐河。1973年8月，毛泽东与周恩来得知此事后，指示有关部门将他接回北京，政治上予以平反，恢复名誉。1975年5月19日病逝于北京宣武医院。

## 妻子子女
时传祥与崔秀庭于1937年订亲，生有4个孩子。按照时传祥的遗愿，四个孩子都在北京环卫系统工作：老大时纯庭为北京市使馆清洁运输处工人；老二时俊英是崇文区环卫局三队工人；老三时纯利担任北京市使馆清洁队垃圾分拣工；老四时玉华是第一清洁车辆厂统计员。妻子崔秀庭于2002年5月1日零时25分因膀胱癌并发症辞世。时传祥骨灰与其妻骨灰合葬于北京八宝山革命公墓骨灰墙。

## 纪念
- 1978年6月30日，北京市总工会、市环卫局和中共北京市崇文区委联合举行大会为时传祥平反。[5]
- 1995年7月荣获首届“中国雷锋”荣誉称号。[5]
- 2002年9月28日，根据其事迹改编的电影《时传祥》在北京开机，由杜民执导，吕晓禾主演。2003年上映[7]。
- 2009年9月10日，时传祥被评为“100位新中国成立以来感动中国人物”。[1]
- 2009年10月26日，位于北京市崇文区龙潭公园内的时传祥纪念馆落成开馆。[8]